# 可觀測宇宙
可观测宇宙（英語：Observable universe）是一个以观测者作为中心的球体空间，小得足以让观测者观测到该范围内的物体，也就是说物体发出的光有足够时间到达观测者。截至2013年對宇宙年齡最精確的估計是137.98±0.37 億年。但由於宇宙的膨脹，可觀測宇宙的半徑並不是固定的138億光年，人類所觀測的古老天體當前的距離比起其原先的位置要遙遠得多（以固有距離（proper distance）來衡量，固有距離在現在的時點和同移距離是相等的）。现在推测可观测宇宙半径约为465亿光年，直径约为930亿光年。假设宇宙是各向同性的，從任何方向到可观测宇宙边缘的距离在每个方向都大致是相等同。也就是说，可观测的宇宙是一个以观测者为中心的球面区域。宇宙中的每一个位置都有自己的可观测宇宙，它可能与以地球为中心的宇宙重叠，也可能不重叠。
“可观测”在这个意义上与现代科技是否容许我们探测到物体发出的辐射无关，而是指物体发出的光线或其他辐射可能到达观测者。实际上，我们最远只能观测到宇宙从不透明变为透明的临界最后散射面（surface of last scattering），但在未來的技術下，我们有可能觀測到更古老的宇宙中微子背景輻射，甚至可能能够从重力波的探测推断这个时间之前的信息。有時候天體物理學家將「可視宇宙」（visible universe）和「可觀測宇宙」相區分，前者只包括了再復合時期以來的信息而後者則包括了自宇宙膨脹（傳統宇宙學的大爆炸及現代宇宙學的暴脹時期結束）以來發出的信息。經過計算，到CMBR粒子的同移距離（可視宇宙的半徑）大約為140億秒差距（約457億光年），而到可觀測宇宙邊緣的同移距離大約為143億秒差距（約466億光年），大約比前者大2%。
因为自宇宙膨胀开始以来，这些物体的电磁辐射已经有时间到达太阳系和地球。在可观测宇宙中可能有2兆个星系，但在2021年根据新视野号的数据，这个数字估计只有几千亿。

## 宇宙和可观测宇宙
宇宙中的部分區域由於過於遙遠，以至於從大爆炸以來發出的光線未能有足夠的時間到達地球。因此這一部分的區域在可觀測宇宙之外。到了未來，從遙遠星系發出的光線獲得了更多的光行時間，所以目前宇宙中更多的區域將成為可觀測宇宙的一部分。但是根據哈伯定律，宇宙中足夠遙遠的區域以超過光速的速度膨脹，遠離地球而去，而相對地，鄰近的物體間則不能以超光速運動。假設暗能量維持不變，宇宙繼續加速膨脹，那麼處在未來視界以外的天體在無限未來的任意一個時間點都永遠無法進入可觀測宇宙的範圍，因為從那些天體發出的光永遠無法到達我們。假設宇宙將一直持續膨脹下去，未來視界的同移距離經計算為190億秒差距（620億光年）。這意味著在理論上我們在未來無限時間內可觀測的星系數量是當前可觀測星系的數量乘以係數2.36。

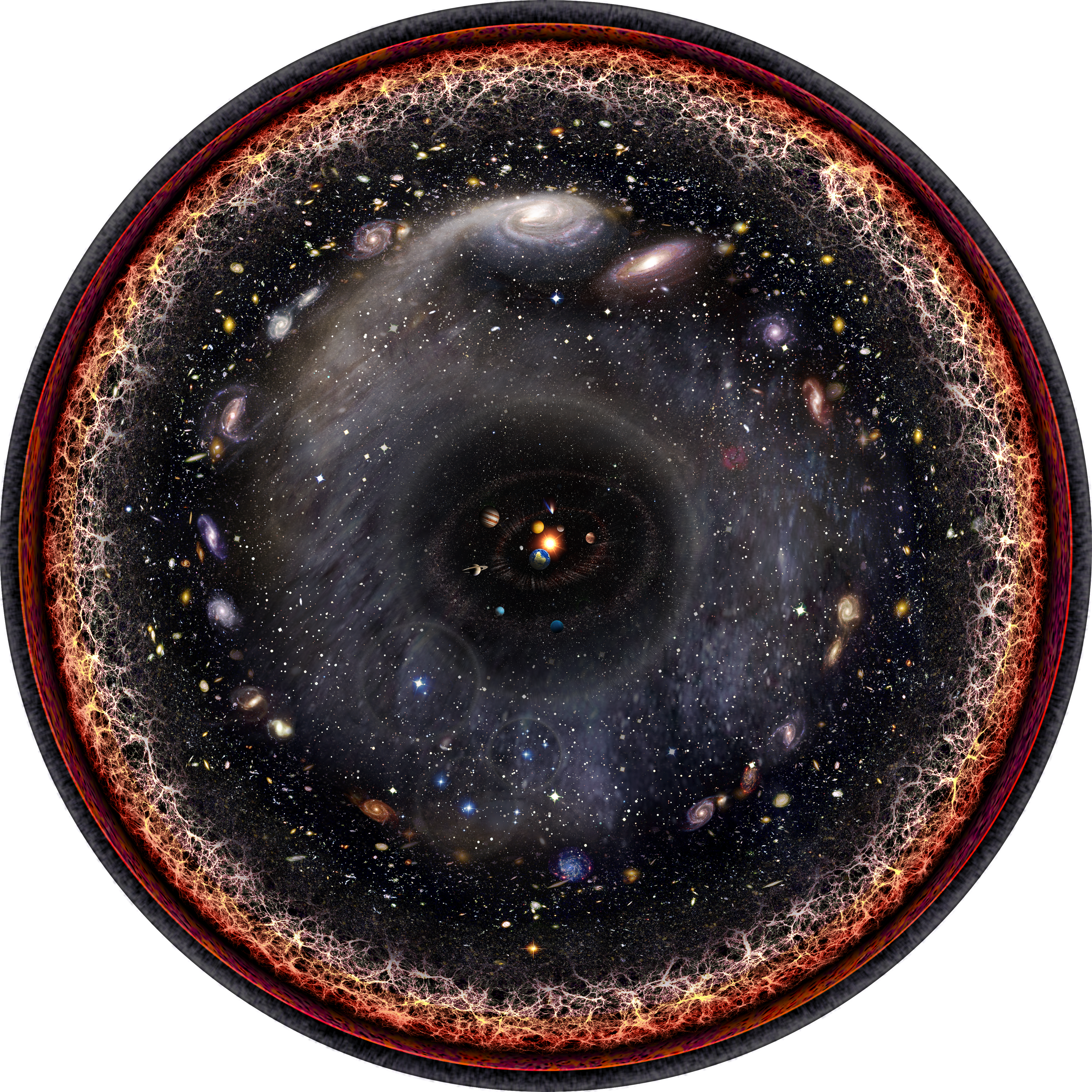
藝術家對可觀測宇宙的對數尺度構想，以太陽為中心，朝外是太陽系內行星和外行星，古柏帶，奧爾特雲，南門二，獵戶臂，銀河系，仙女座星系，鄰近星系，宇宙纖維狀結構，宇宙微波輻射以及處在邊緣的不可見的大爆炸等離子體。

雖然原則上到了未來更多的星系將變得可觀測，而事實上越來越多的星系會因宇宙的不斷膨脹而具有極高的紅移值，它們將漸漸地從視線中消失，最終變成不可觀測。另一個微妙之處是在一個給定的同移距離上，如果我們可以收到從一個星系在其過去歷史中的任意年齡段發出的信號，那麼該星系可以被定義為位於可觀測宇宙的範圍內（比如該星系在大爆炸5億年後發出的信號），但是因為宇宙膨脹，可能在該星系往後的年齡段上從同一星系發出的信號在無限未來的任意一個時間點都永遠不會到達我們（例如在大爆炸100億年後我們可能永遠也無法知道該星系是什麼樣子的），即便它仍然在相同的同移距離上（同移距離和固有距離不同，同移距離排除了宇宙膨脹因素的影響，因而不隨時間變動）。這個事實可被用於定義一種距離隨時間改變的事件視界。例如，當前到該事件視界的距離大約是160億光年，意味著從當前發生的並且距離我們不超過160億光年的事件發出的信號在將來最終將到達我們。但是如果事件發生在160億光年以外，我們永遠也接收不到信號。
不论是通俗的还是专业的研究文章都会使用“宇宙”一词指代“可观测宇宙”，因为我们不可能知道任何与我们没有因果關係的事物。但至今没有发现指出“可观测宇宙”等同于整个宇宙。根據宇宙暴脹理論，如果暴脹起於大爆炸後10−37秒，那麼似乎能有理地假設成暴胀之前宇宙的大小約等於光速乘以它的年齡，這樣就意味著整個宇宙的大小至少比可觀測宇宙大3x1023倍（約1.5 × 1034光年）。有些更低的估計聲稱整個宇宙比可觀測宇宙大250倍（約3兆4500億光年）。
如果宇宙是有限的，宇宙也可能比可观测宇宙小。在这个情况下，观测者认为距离很远的天体，其实只是一个较近的天体发出的光环绕著宇宙移动而产生的复制影像。但这个理论很难被验证，因为天体的不同影像可能处于不同的时代，外貌因而大不相同。

## 大小

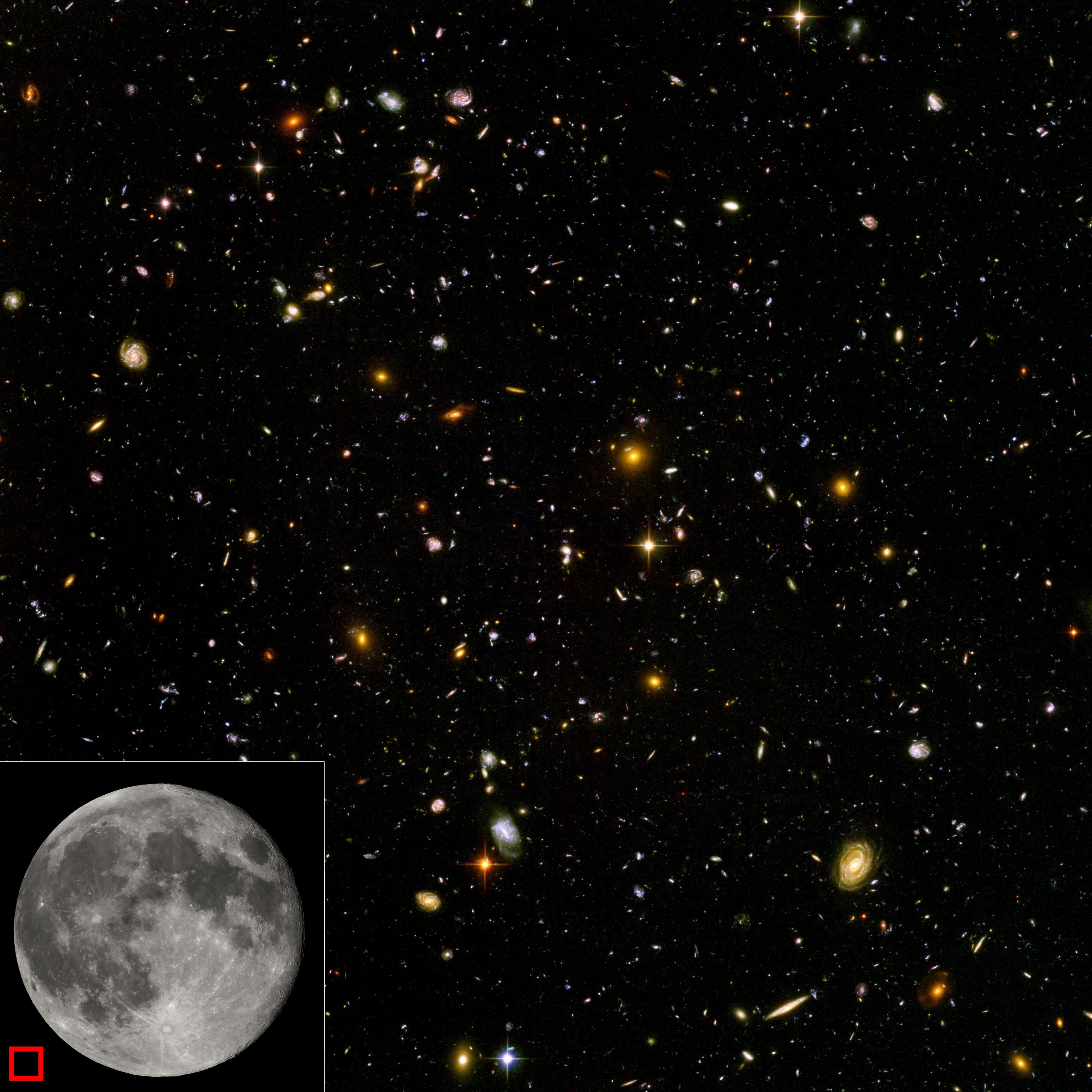
哈伯太空望遠镜拍摄的月球背后一小块区域深空图（其中最古老星光几乎等同宇宙的年龄）

從地球的任何方向到可觀測宇宙的邊緣大概是一百四十億秒差距（四百六十億光年），因此可觀測宇宙是一個直徑為两百九十億秒差距（九百三十億光年）（93 Gly或8.8×1026米）的球體。假定宇宙空間在大致上是平坦的，可觀測宇宙的容量相當於1.3×104 Gpc3（4.1×105 Gly3 或者3.5×1080 立方米）的同移體積。
以上數字為現在的距離（參見宇宙年表），而不是發光時點的距離。例如我們現在所見的宇宙微波背景輻射起源於再復合時期，即大約發生在大爆炸38萬年之後。產生宇宙微波背景輻射的絕大多數物質在其間凝聚成了星系，經計算這些星系離我們大約有460億光年之遙。
根據弗里德曼-勒梅特-羅伯遜-沃爾克度規，如果我們接收到紅移值為z的光線，那麼最初發光時點的宇宙標度因子為：
{\displaystyle \!a(t)={\frac {1}{1+z}}}.
WMAP九年數據結果結合其他測量值顯示復合的紅移值為z = 1091.64±0.47，這意味著再復合時期的宇宙標度因子為1⁄1092.64。所以如果釋放出最古老的CMBR光子的物質現在的距離是460億光年，那麼最初在光子退藕的再復合時期，該物質的距離僅為4,200萬光年。

### 對可觀測宇宙大小的誤解

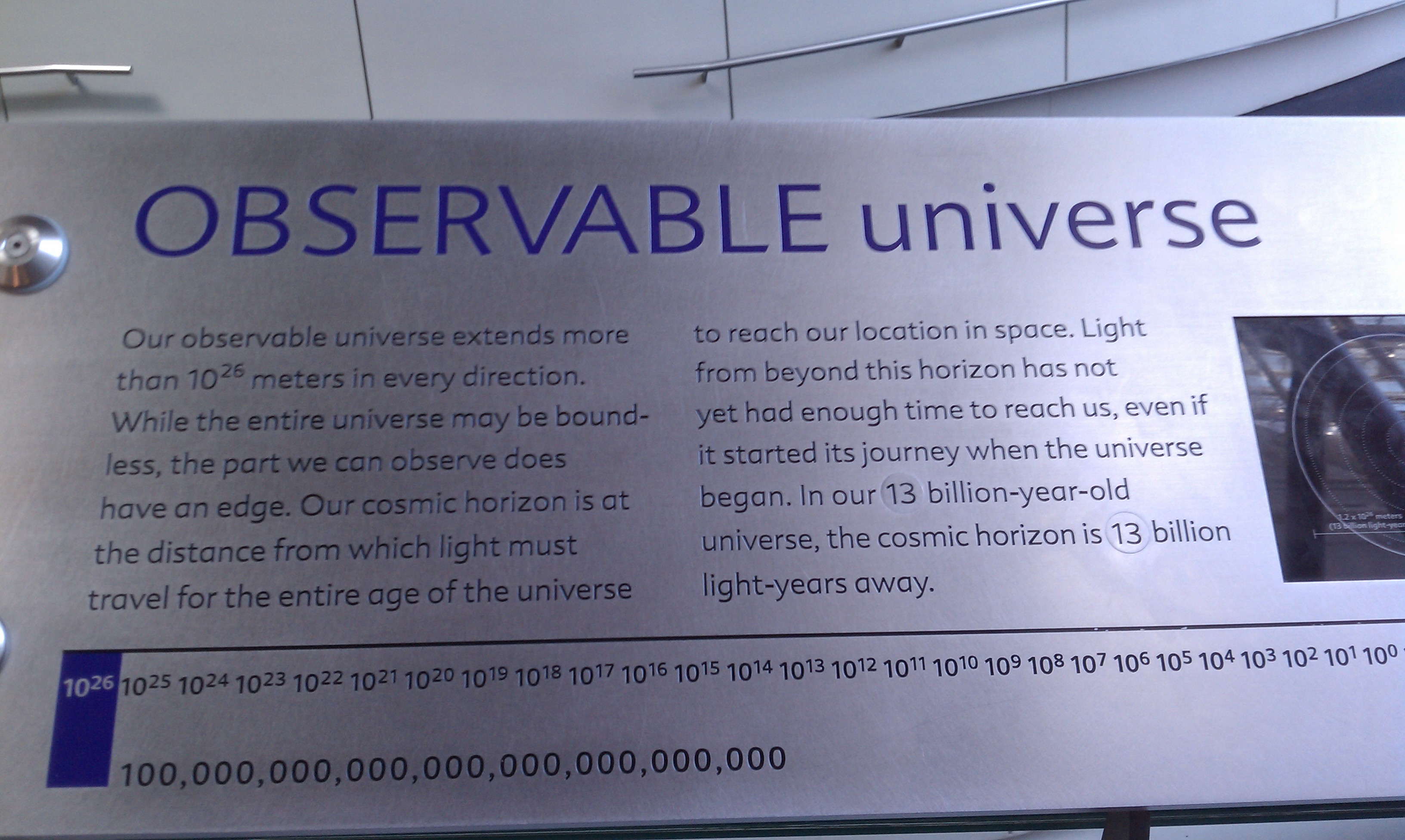
這是對可觀測宇宙大小最普遍的誤解之一。儘管宇宙年齡是138億歲，但因為宇宙膨脹，到可觀測宇宙的邊緣並不是一百三十八億光年。圖為位於紐約市羅斯地球和空间中心的一塊牌匾。

關於可觀測宇宙的大小，許多二手資料發佈了一些不正確的數字，以下舉例。
138億光年
宇宙年齡推斷是一百三十八億年。在常識上加速到或超過光速是不可能的，然而關於可觀測宇宙的半徑因此必須只有138億光年的設想是一種普遍的誤解。這種推導方式只有平坦、固定的閔考斯基時空架構在狭义相对论下成立時才有意義。哈伯定律證明了在真實的宇宙中時空是彎曲的，以光速乘以宇宙時間得出的距離沒有物理學意義。
158億光年
依照和138億光年半徑相同的算法得出的數字，只不過用了2006年中旬媒體所報導的不正確的宇宙年齡數字。
276億光年
這是從不正確的138億光年半徑得出的直徑值。
780億光年
柯尼施（Cornish）等一些學者在2003年基於我們所見的宇宙微波背景輻射（CMBR）對蹠點之間的距離估計值得出的整個宇宙（並非可觀測宇宙）直徑的下限值。因為宇宙具有複雜的拓撲結構，如果我們設想宇宙大小是有限的，而整個宇宙小於這個球體，那麼光線自大爆炸以後就有足夠的時間在宇宙中環繞移動，從而產生CMBR遠端點的多重影像，使之以重複的圓形圖案呈現。柯尼施等人在240億秒差距（780億光年）的數值範圍內尋找該效應，但沒有任何發現。
1,560億光年
這是假設780億光年是半徑而將之翻倍得出的數值。既然780億光年已經是直徑（柯尼施等人在原文中說到：「在把研究擴展到所有可能的方面之後，我們可以排除我們生活在直徑小於240億秒差距的宇宙中的可能性」，240億秒差距即780億光年），這個翻倍值是不對的，但這一數值已被廣泛報導。柯尼施任職的蒙大拿州立大學發表了一篇新聞稿，它在討論《發現》雜誌上的一篇文章時提到了該錯誤，新聞稿這樣寫道：「《發現》錯誤地報導了宇宙是1,560億光年寬，認為780億光年是宇宙的半徑而不是直徑。」
1,800億光年
這是以三角座星系的距離比先前估計值增加了15%為依據，因而認為哈伯常數減小了15%，再加上錯誤地運用了上面的1,560億光年數值來計算得出的結果。1,800億光年是在1,560億光年數值基礎上增加15%。

## 大尺度結構
紅移巡天和各種波長的電磁波（特別是21公分線）繪圖為我們提供了許多關於宇宙結構性質和內容的信息。宇宙結構的組成像是分成了不同的等級，規模最大的包括超星系團以及大尺度纖維狀結構。比纖維狀結構更大的連續結構似乎就沒有了，這種現象被稱為最大結構之終結（End of Greatness）。

## 普通物質的質量
已知宇宙的質量常被表述為1050噸或者1053公斤。這裡的質量指的是包括星際物質和星系際介質在內的普通物質的質量，但是它不包括暗物質和暗能量。假設宇宙是有限的，宇宙中普通物質的質量可以用以下三種方法計算得出：根據臨界密度的估計、根據恆星數量推斷以及根據穩態宇宙估計：

### 根據臨界密度的估計
臨界密度是宇宙在持續膨脹和收縮中維持平直狀態的能量密度。
從威爾金森微波各向異性探測器對宇宙微波背景輻射的觀測顯示了宇宙的空間曲率非常接近於零，在目前的宇宙模型下意味著密度參數值一定非常接近某個臨界密度值。在這種條件下，臨界密度{\displaystyle \rho _{c}}可以用以下公式計算：
{\displaystyle \rho _{c}={\frac {3H_{0}^{2}}{8\pi G}}}
其中G是萬有引力常數。從歐洲太空總署的普朗克空間望遠鏡觀測結果來看：{\displaystyle H_{0}}是67.15公里/秒/百萬秒差距。這給出了臨界密度0.85×10−26 公斤/米3 （大約5氫原子/立方米）。它包括了四類重要的能量/質量：普通物質（4.8%）、中微子（0.1%）、冷暗物質（26.8%）和暗能量（68.3%）。既然宇宙已經膨脹了138億年，目前同移距離（半徑）大約是460億光年。因此，宇宙體積（4⁄3πr3）等於 3.58×1080 米3，普通物質的質量等於（4.08×10−28 公斤/米3）乘以體積（3.58×1080 米3）或等於1.46×1053 公斤。

### 根據恆星數量推斷
沒有任何方法可以讓我們確切知道宇宙中恆星的數目，但文獻中給出的恆星數目常介於1022到1024之間。其中一種驗證方法是估計宇宙的星系的數量再乘以一個普通星系內的恆星數目。一個合理的估計是宇宙中有1,000億個普通的星系而每一個普通的星系有1,000億顆恆星。這樣可算出宇宙中共有1022顆恆星。下一步我們需要算出恆星平均的質量，可以根據銀河系中恆星的分布算出。在銀河系中73%的恆星屬於M型恆星，大約只有太陽質量的30%。從每個恆星光譜類型的恆星數量和質量來考慮，普通恆星質量是太陽質量的51.5%。
太陽的質量是2×1030 公斤，所以宇宙中普通恆星的質量為1030 公斤。因此恆星的總質量等於恆星數目（1022）乘以恆星平均質量（1030 公斤） ，得出1052 公斤。我們還需要考慮星際物質（ISM）和星系際介質（IGM）的質量。它們在宇宙中所佔比重分別為：恆星 = 5.9%，星際物質 （ISM）= 1.7%，以及星系際介質 （IGM）= 92.4%.這樣從恆星質量推斷出宇宙的質量：把計算得出的1052 公斤恆星總質量除以恆星質量在宇宙所佔的比重5.9%。結果是宇宙中普通物質的總質量為 1.7×1053 公斤。

### 根據穩態宇宙估計
弗雷德·霍伊爾爵士利用以下公式計算了可觀測穩態宇宙的質量：
{\displaystyle {\frac {4}{3}}\pi \rho \left({\frac {c}{H}}\right)^{3}}
也可表示為
{\displaystyle {\frac {c^{3}}{2GH}}\ }
這裡H = 哈伯常數，ρ = 霍伊爾密度值，G = 萬有引力常數，c = 光速。
結果近似於 0.92×1053 公斤。所以，假設普通物質，中微子和暗物質佔了全部質量/能量的31.7%, 暗能量佔了68.3%，穩態宇宙的全部質量/能量計算為：普通物質和暗物質（31.7% 乘以0.92×1053 公斤）加上暗能量（68.3%乘以0.92×1053 公斤乘以增加的容積（39））。結果等於：2.48×1054 公斤。如同臨界密度方法，普通物質佔了全部質量/能量的4.8%。如果霍伊爾的計算結果乘以這個百分比，普通物質的質量為1.20×1053 公斤。

### 結果對比
簡而言之，三種計算方法得出了相近的結果：1.46×1053 公斤，1.7×1053 公斤以及1.20×1053 公斤。平均值是1.45×1053 公斤。
恆星數量推斷法的主要假設是恆星的數量（1022）以及恆星所佔的普通物質比重（5.9%）。臨界密度估計法的主要假設是宇宙的同移半徑（466億光年）以及普通物質的質量佔所有物質質量的比重（4.8%）。霍伊爾穩態宇宙估計法的主要假設是同移距離半徑和暗能量所佔質量比重（68.3%）。臨界密度估計法和霍伊爾穩態估計法還用了哈伯常數（67.15 (公里/秒)/百萬秒差距）。

## 物質成份 — 原子數量
假設普通物質的質量大約是1.45×1053 公斤，並且假定所有的原子均為氫原子（在現實中氫原子約佔了銀河系中所有原子質量的74%，參見化學元素豐度）, 計算宇宙包含的原子数目并不难。把普通物質的質量除以氫原子的質量（1.45×1053 公斤除以1.67×10−27 公斤，其結果大約是1080個氫原子。生物化學進程可能起源於宇宙早期的適居時期，即大爆炸之後不久，那時的宇宙只有1,000到1,700萬歲。根據泛種論假說，由流星體，小行星和其他太陽系小天體所傳播的微生物可能遍佈於整個宇宙中。雖然目前只知道地球上存在生命，但認為外星生命不只看似真實，而且是有可能甚至不可避免的人不在少數。

## 最遙遠的天體
截至2011年1月已知最遙遠的天體是UDFj-39546284。2009年研究人員發現了紅移值高達8.2的伽瑪射線暴GRB 090423，推測其是由於恆星的坍縮而引起的，爆發時宇宙年齡只有6億3,000萬歲。既然該伽瑪射線暴大約發生在130億年前，媒體所廣泛報導的距離是130億光年（或更精確的130億3,500萬光年）。這僅僅是光行距離（參見宇宙學中的距離測量），並非哈伯定律和定義可觀測宇宙大小時所採用的固有距離。紅移值8.2所對應的固有距離大約是92億秒差距，或300億光年。另一個最遙遠天體記錄持有者是在阿貝爾2218星系團位置後方，位於宇宙更深處的一個星系。它的光行距離大約是130億光年，哈伯望遠鏡顯示其紅移值在6.6到7.1之間。凱克望遠鏡顯示了它的紅移值大約在7左右，接近上述紅移值範圍的上限值。現在地球所見到的來自該星系的光芒大約是在大爆炸7億5,000萬年後發出的。
2016年8月，天文學者新發現，最遥远的天体是GN-z11.它距离地球134亿光年。它的红移是全部已知天体最高的，达到z=11.09。这代表它的年龄为134亿年，代表138亿年前大爆炸以后4亿年该星系就存在了。

## 視界
基於各種物理局限性和我們能接受宇宙中各類事件信息的程度，宇宙學視界界定了我們的宇宙可觀測的界限。其中最知名的是粒子視界，它界定了可視宇宙的精確範圍（鑒於有限的宇宙年齡）。其他的宇宙學視界和未來觀測範圍相關（在距離上大於粒子視界，因為考量到了宇宙膨脹的因素）。

## 延伸阅读
- Vicent J. Martínez; Jean-Luc Starck; Enn Saar; David L. Donoho;  et al. . The Astrophysical Journal. 2005, 634 (2): 744–755. Bibcode:2005ApJ...634..744M. S2CID 14905675. arXiv:astro-ph/0508326 . doi:10.1086/497125.
- Mureika, J. R. & Dyer, C. C. . General Relativity and Gravitation. 2004, 36 (1): 151–184. Bibcode:2004GReGr..36..151M. S2CID 13977714. arXiv:gr-qc/0505083 . doi:10.1023/B:GERG.0000006699.45969.49.
- Gott, III, J. R.;  et al. . The Astrophysical Journal. May 2005, 624 (2): 463–484. Bibcode:2005ApJ...624..463G. S2CID 9654355. arXiv:astro-ph/0310571 . doi:10.1086/428890.
- F. Sylos Labini; M. Montuori & L. Pietronero. . Physics Reports. 1998, 293 (1): 61–226. Bibcode:1998PhR...293...61S. S2CID 119519125. arXiv:astro-ph/9711073 . doi:10.1016/S0370-1573(97)00044-6.